# Bessamorel
Bessamorel est une commune française située dans le département de la Haute-Loire, en région Auvergne-Rhône-Alpes.

## Géographie

### Situation
L'histoire de ce petit bourg auvergnat débute vers l'an 1226 de notre ère, lorsque le seigneur de Saussac, décide alors d'y installer les Templiers et de rendre les terres de ce village cultivables par les paysans, afin de subvenir aux besoins de la population locale grandissante.

#### Localisation
La commune de Bessamorel se trouve dans le département de la Haute-Loire, en région Auvergne-Rhône-Alpes.
Elle se situe à 24 km par la route du Puy-en-Velay, préfecture du département, et à 5 km d'Yssingeaux, sous-préfecture
Les communes les plus proches sont : 
Le Pertuis (3,5 km), Yssingeaux (3,8 km), Saint-Julien-du-Pinet (5,1 km), Queyrières (5,4 km), Saint-Hostien (6,2 km), Mézères (6,9 km), Beaux (7,4 km), Araules (7,6 km).
|                       | Yssingeaux | Yssingeaux |
| Saint-Julien-du-Pinet | Bessamorel | Yssingeaux |
| Le Pertuis            |            | Yssingeaux |

### Climat
Pour des articles plus généraux, voir Climat d'Auvergne-Rhône-Alpes et Climat de la Haute-Loire.
En 2010, le climat de la commune est de type climat océanique altéré, selon une étude du Centre national de la recherche scientifique s'appuyant sur une série de données couvrant la période 1971-2000. En 2020, Météo-France publie une typologie des climats de la France métropolitaine dans laquelle la commune est exposée à un climat de montagne ou de marges de montagne et est dans la région climatique Sud-est du Massif Central, caractérisée par une pluviométrie annuelle de 1 000 à 1 500 mm, minimale en été, maximale en automne.
Pour la période 1971-2000, la température annuelle moyenne est de 8,4 °C, avec une amplitude thermique annuelle de 16 °C. Le cumul annuel moyen de précipitations est de 914 mm, avec 9,1 jours de précipitations en janvier et 6,7 jours en juillet. Pour la période 1991-2020, la température moyenne annuelle observée sur la station météorologique de Météo-France la plus proche, « Le Pertuis_sapc », sur la commune du Pertuis à 3 km à vol d'oiseau, est de 8,7 °C et le cumul annuel moyen de précipitations est de 918,7 mm,. Pour l'avenir, les paramètres climatiques de la commune estimés pour 2050 selon différents scénarios d'émission de gaz à effet de serre sont consultables sur un site dédié publié par Météo-France en novembre 2022.

## Urbanisme

### Typologie
Au 1er janvier 2024, Bessamorel est catégorisée commune rurale à habitat dispersé, selon la nouvelle grille communale de densité à sept niveaux définie par l'Insee en 2022.
Elle est située hors unité urbaine. Par ailleurs la commune fait partie de l'aire d'attraction d'Yssingeaux, dont elle est une commune de la couronne,. Cette aire, qui regroupe 9 communes, est catégorisée dans les aires de moins de 50 000 habitants,.

### Occupation des sols
L'occupation des sols de la commune, telle qu'elle ressort de la base de données européenne d’occupation biophysique des sols Corine Land Cover (CLC), est marquée par l'importance des territoires agricoles (71,4 % en 2018), une proportion identique à celle de 1990 (71,4 %). La répartition détaillée en 2018 est la suivante : 
prairies (36 %), zones agricoles hétérogènes (35,4 %), forêts (28,6 %). L'évolution de l’occupation des sols de la commune et de ses infrastructures peut être observée sur les différentes représentations cartographiques du territoire : la carte de Cassini (XVIIIe siècle), la carte d'état-major (1820-1866) et les cartes ou photos aériennes de l'IGN pour la période actuelle (1950 à aujourd'hui).

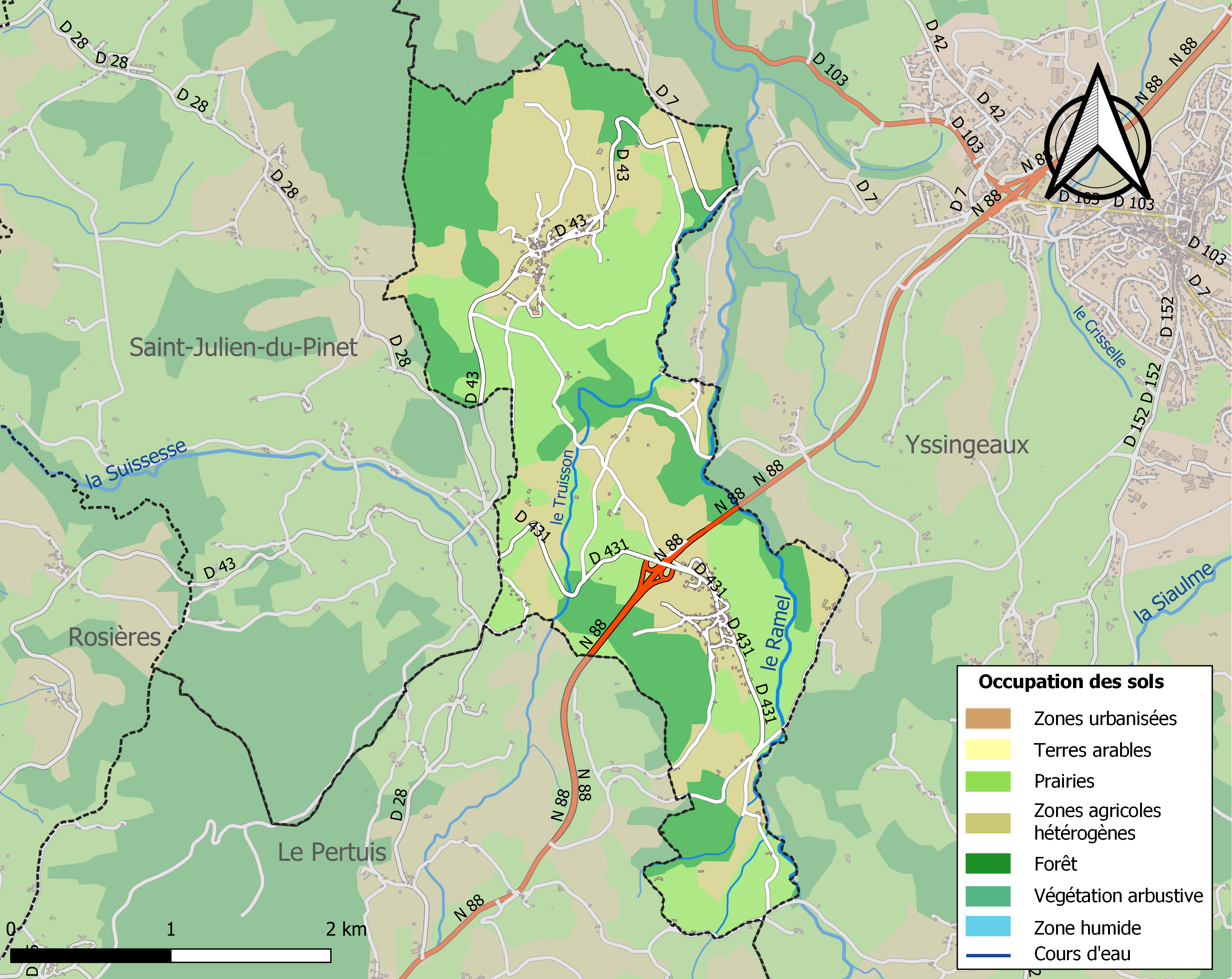
Carte des infrastructures et de l'occupation des sols de la commune en 2018 (CLC).
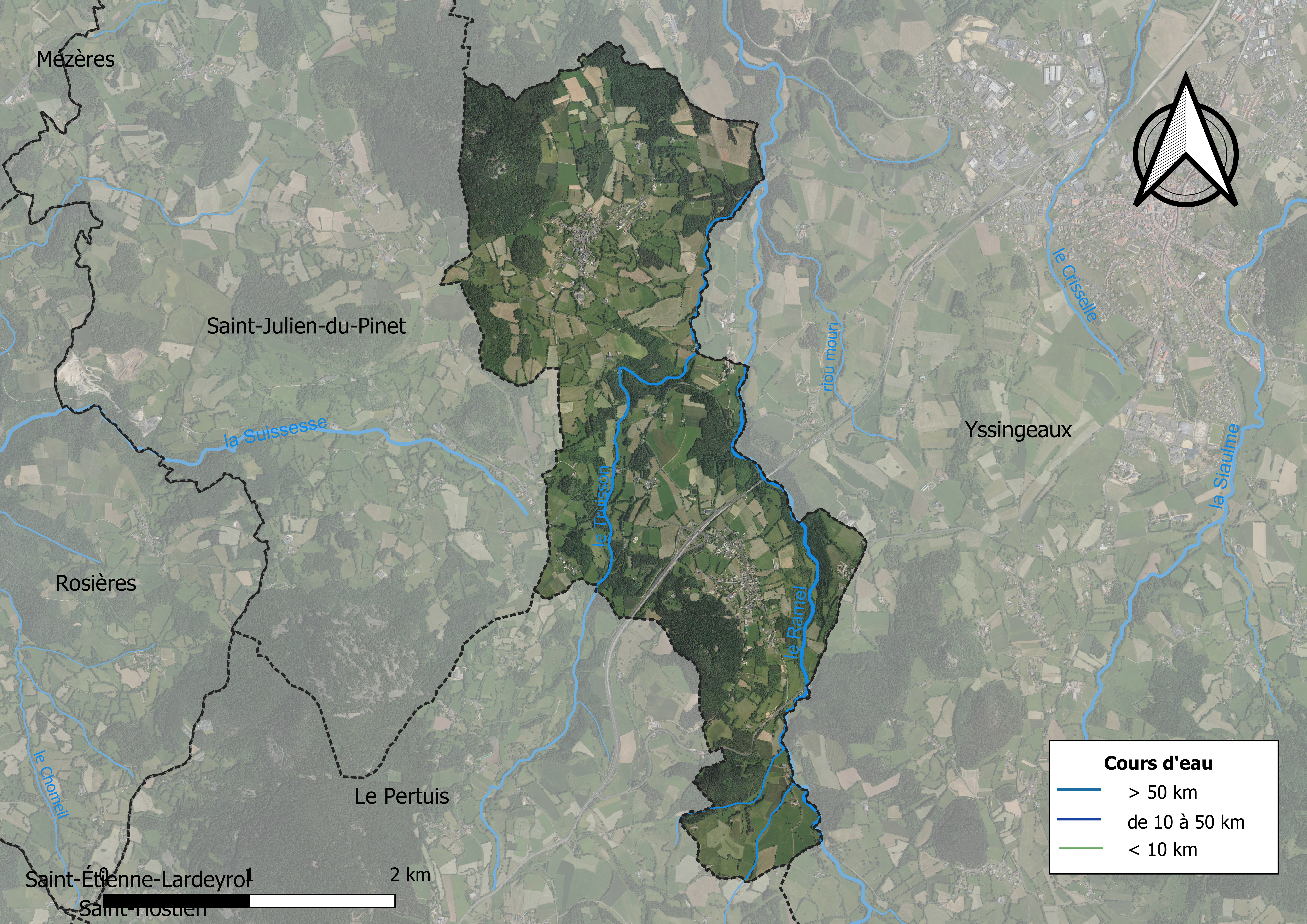
Carte orthophotographique de la commune.

### Habitat et logement
En 2018, le nombre total de logements dans la commune était de 216, alors qu'il était de 215 en 2013 et de 205 en 2008.
Parmi ces logements, 80,7 % étaient des résidences principales, 10,8 % des résidences secondaires et 8,5 % des logements vacants. Ces logements étaient pour 98,1 % d'entre eux des maisons individuelles et pour 1,9 % des appartements.
Le tableau ci-dessous présente la typologie des logements à Bessamorel en 2018 en comparaison avec celle de la Haute-Loire et de la France entière. Une caractéristique marquante du parc de logements est ainsi une proportion de résidences secondaires et logements occasionnels (10,8 %) inférieure à celle du département (16,1 %) mais supérieure à celle de la France entière (9,7 %). Concernant le statut d'occupation de ces logements, 78 % des habitants de la commune sont propriétaires de leur logement (81,6 % en 2013), contre 70 % pour la Haute-Loire et 57,5 pour la France entière.
| Typologie                                               | Bessamorel | Haute-Loire | France entière |
| ------------------------------------------------------- | ---------- | ----------- | -------------- |
| Résidences principales (en %)                           | 80,7       | 71,5        | 82,1           |
| Résidences secondaires et logements occasionnels (en %) | 10,8       | 16,1        | 9,7            |
| Logements vacants (en %)                                | 8,5        | 12,4        | 8,2            |

## Toponymie
Les anciennes mentions sont : Bessa Maurell (1267), Bessamaurel (1281), Castrum de Bessa Maurello (1429), Domus de Bessamourella (1430), Præceptoria de Bessamorello (1493), Le Besset-Moret (1549), Bessamoreau (1585), Bessamourel (1646).
Bessamorel est une commune dont le nom signifie « la besse de Morel », synonyme de « pré de Morel ».

## Histoire

### Les Templiers et les Hospitaliers
En 1270, la maison du Temple et la grange de Bessamorel sont mentionnées dans l'hommage que les chevaliers de l'ordre du Temple font à Guillaume de La Roue, évêque du Puy-en-Velay. Elle faisait alors partie de la baillie templière du Puy-en-Velay et c'est une des rares mentions relative à la présence des templiers à Bessamorel.
Après la dévolution des biens de l'ordre du Temple, Bessamorel est devenu une commanderie de l'ordre de Saint-Jean de Jérusalem, une des chambres priorales et par la suite un membre de la commanderie de Chanonat. Le commandeur de Bessamorel avait toute justice sur un mandement s'étendant à Echabrac, Les Granges et Montchaud au nord et au Rochain à l'est.
Les guerres de Religion conduiront à la prise des lieux par les protestants en 1574. L'ensemble des bâtiments furent rasés exception faite de l'église et du presbytère puis en 1640, c'est au tour des habitants de Bessamorel de brûler le château et la grange de cette commanderie.

## Politique et administration

### Découpage territorial
La commune de Bessamorel est membre de la communauté de communes des Sucs, un établissement public de coopération intercommunale (EPCI) à fiscalité propre créé le 28 juin 1999 dont le siège est à Yssingeaux. Ce dernier est par ailleurs membre d'autres groupements intercommunaux.
Sur le plan administratif, elle est rattachée à l'arrondissement d'Yssingeaux, au département de la Haute-Loire, en tant que circonscription administrative de l'État, et à la région Auvergne-Rhône-Alpes.
Sur le plan électoral, elle dépend du canton d'Yssingeaux pour l'élection des conseillers départementaux, depuis le redécoupage cantonal de 2014 entré en vigueur en 2015, et de la première circonscription de la Haute-Loire  pour les élections législatives, depuis le redécoupage électoral de 1986.

### Élections municipales et communautaires

#### Élections de 2020
Le conseil municipal de Bessamorel, commune de moins de 1 000 habitants, est élu au scrutin majoritaire plurinominal à deux tours avec candidatures isolées ou groupées et possibilité de panachage. Compte tenu de la population communale, le nombre de sièges à pourvoir lors des élections municipales de 2020 est de 11. La totalité des onze candidats en lice est élue dès le premier tour, le 15 mars 2020, avec un taux de participation de 67,8 %.
Eric Dubouchet, maire sortant, est réélu pour un nouveau mandat le 25 mai 2020.
Dans les communes de moins de 1 000 habitants, les conseillers communautaires sont désignés parmi les conseillers municipaux élus en suivant l’ordre du tableau (maire, adjoints puis conseillers municipaux) et dans la limite du nombre de sièges attribués à la commune au sein du conseil communautaire. Un siège est attribué à la commune au sein de la communauté de communes des Sucs.

#### Liste des maires
| Période                                  | Période                   | Identité           | Étiquette | Qualité |
| ---------------------------------------- | ------------------------- | ------------------ | --------- | ------- |
| Les données manquantes sont à compléter. |                           |                    |           |         |
| mars 1977                                | février 2004              | Jean-Louis Cottier |           |         |
| mars 2004                                | avril 2014                | Laurent Dolmazon   | PS        |         |
| avril 2014                               | En cours (au 26 mai 2020) | Éric Dubouchet     |           |         |

## Population et société

### Démographie

#### Évolution démographique
L'évolution du nombre d'habitants est connue à travers les recensements de la population effectués dans la commune depuis 1793. Pour les communes de moins de 10 000 habitants, une enquête de recensement portant sur toute la population est réalisée tous les cinq ans, les populations de référence des années intermédiaires étant quant à elles estimées par interpolation ou extrapolation. Pour la commune, le premier recensement exhaustif entrant dans le cadre du nouveau dispositif a été réalisé en 2007.

En 2022, la commune comptait 448 habitants, en évolution de +0,9 % par rapport à 2016 (Haute-Loire : +0,36 %, France hors Mayotte : +2,11 %).
| 1793 | 1800 | 1806 | 1821 | 1831 | 1836 | 1841 | 1846 | 1851 |
| ---- | ---- | ---- | ---- | ---- | ---- | ---- | ---- | ---- |
| 469  | 408  | 455  | 456  | 511  | 620  | 645  | 586  | 635  |

| 1856 | 1861 | 1866 | 1872 | 1876 | 1881 | 1886 | 1891 | 1896 |
| ---- | ---- | ---- | ---- | ---- | ---- | ---- | ---- | ---- |
| 600  | 650  | 660  | 618  | 622  | 565  | 615  | 580  | 590  |

| 1901 | 1906 | 1911 | 1921 | 1926 | 1931 | 1936 | 1946 | 1954 |
| ---- | ---- | ---- | ---- | ---- | ---- | ---- | ---- | ---- |
| 513  | 540  | 540  | 485  | 464  | 440  | 409  | 340  | 290  |

| 1962 | 1968 | 1975 | 1982 | 1990 | 1999 | 2006 | 2007 | 2012 |
| ---- | ---- | ---- | ---- | ---- | ---- | ---- | ---- | ---- |
| 248  | 239  | 242  | 262  | 275  | 329  | 392  | 401  | 412  |

| 2017 | 2022 | - | - | - | - | - | - | - |
| ---- | ---- | - | - | - | - | - | - | - |
| 458  | 448  | - | - | - | - | - | - | - |

#### Pyramide des âges
La population de la commune est relativement jeune.
En 2018, le taux de personnes d'un âge inférieur à 30 ans s'élève à 38,9 %, soit au-dessus de la moyenne départementale (31 %). À l'inverse, le taux de personnes d'âge supérieur à 60 ans est de 15,5 % la même année, alors qu'il est de 31,1 % au niveau départemental.
En 2018, la commune comptait 244 hommes pour 222 femmes, soit un taux de 52,36 % d'hommes, largement supérieur au taux départemental (49,13 %).
Les pyramides des âges de la commune et du département s'établissent comme suit.
| Hommes | Classe d’âge | Femmes |
| ------ | ------------ | ------ |
| 0,0    | 90 ou +      | 0,0    |
| 5,8    | 75-89 ans    | 8,1    |
| 9,1    | 60-74 ans    | 8,2    |
| 26,6   | 45-59 ans    | 24,7   |
| 17,9   | 30-44 ans    | 22,1   |
| 19,6   | 15-29 ans    | 15,2   |
| 21,0   | 0-14 ans     | 21,7   |

| Hommes | Classe d’âge | Femmes |
| ------ | ------------ | ------ |
| 0,9    | 90 ou +      | 2,5    |
| 8,4    | 75-89 ans    | 11,7   |
| 20,4   | 60-74 ans    | 20,5   |
| 21,3   | 45-59 ans    | 20,3   |
| 16,8   | 30-44 ans    | 16,3   |
| 15,2   | 15-29 ans    | 13,2   |
| 17     | 0-14 ans     | 15,6   |

## Économie

### Revenus
En 2018, la commune compte 176 ménages fiscaux, regroupant 447 personnes. La médiane du revenu disponible par unité de consommation est de 21 570 € (20 800 € dans le département).

### Emploi
| Division       | 2008  | 2013  | 2018  |
| -------------- | ----- | ----- | ----- |
| Commune        | 4,9 % | 2,4 % | 4,3 % |
| Département    | 6,3 % | 7,7 % | 7,7 % |
| France entière | 8,3 % | 10 %  | 10 %  |

En 2018, la population âgée de 15 à 64 ans s'élève à 306 personnes, parmi lesquelles on compte 81,4 % d'actifs (77 % ayant un emploi et 4,3 % de chômeurs) et 18,6 % d'inactifs,. Depuis 2008, le taux de chômage communal (au sens du recensement) des 15-64 ans est inférieur à celui de la France et du département.
La commune fait partie de la couronne de l'aire d'attraction d'Yssingeaux, du fait qu'au moins 15 % des actifs travaillent dans le pôle,. Elle compte 36 emplois en 2018, contre 31 en 2013 et 19 en 2008. Le nombre d'actifs ayant un emploi résidant dans la commune est de 237, soit un indicateur de concentration d'emploi de 15,4 % et un taux d'activité parmi les 15 ans ou plus de 68,2 %.
Sur ces 237 actifs de 15 ans ou plus ayant un emploi, 30 travaillent dans la commune, soit 13 % des habitants. Pour se rendre au travail, 94,5 % des habitants utilisent un véhicule personnel ou de fonction à quatre roues, 0,4 % les transports en commun, 1,2 % s'y rendent en deux-roues, à vélo ou à pied et 3,8 % n'ont pas besoin de transport (travail au domicile).

### Activités hors agriculture
7 établissements sont implantés à Bessamorel au 31 décembre 2019. Le tableau ci-dessous en détaille le nombre par secteur d'activité et compare les ratios avec ceux du département,.
| Secteur d'activité                                                                                        | Commune | Commune | Département |
| Secteur d'activité                                                                                        | Nombre  | %       | %           |
| --- | ------- | ------- | ----------- |
| Ensemble                                                                                                  | 7       |         |             |
| Industrie manufacturière, industries extractives et autres                                                | 3       | 42,9 %  | (14,2 %)    |
| Construction                                                                                              | 2       | 28,6 %  | (13,9 %)    |
| Activités spécialisées, scientifiques et techniques et activités de services administratifs et de soutien | 1       | 14,3 %  | (11,6 %)    |
| Administration publique, enseignement, santé humaine et action sociale                                    | 1       | 14,3 %  | (13,3 %)    |

Le secteur de l'industrie manufacturière, des industries extractives et autres est prépondérant sur la commune puisqu'il représente 42,9 % du nombre total d'établissements de la commune (3 sur les 7 entreprises implantées à Bessamorel), contre 14,2 % au niveau départemental.

### Agriculture
La commune fait partie de la région agricole dénommée monts du Forez. En 2010, l'orientation technico-économique de l'agriculture sur la commune est la production de bovins, orientation élevage et viande.
|                                   | 1988 | 2000 | 2010 |
| --------------------------------- | ---- | ---- | ---- |
| Exploitations                     | 29   | 21   | 15   |
| Superficie agricole utilisée (ha) | 524  | 386  | 335  |

Le nombre d'exploitations agricoles en activité et ayant leur siège dans la commune est passé de 29 en 1988 à 21 en 2000 puis à 15 en 2010, soit une baisse de 48 % en 22 ans. Le même mouvement est observé à l'échelle du département qui a perdu pendant cette période 43 % de ses exploitations. La surface agricole utilisée sur la commune a également diminué, passant de 524 ha en 1988 à 335 ha en 2010. Parallèlement la surface agricole utilisée moyenne par exploitation a augmenté, passant de 18 à 22 ha.

## Culture locale et patrimoine

### Lieux et monuments
Les témoignages actuels[Qui ?] indiqueraient que la route nationale 88 menant à Bessamorrel, correspondrait approximativement à un itinéraire emprunté vers le XIIIe siècle, par les voyageurs désirant se rendre au Puy-en-Velay. Ce même itinéraire serait à l'époque une route bordée de plusieurs monastères renommés, comme entre autres : les Templiers à Bessamorel ou les Cisterciens à la Chomette…

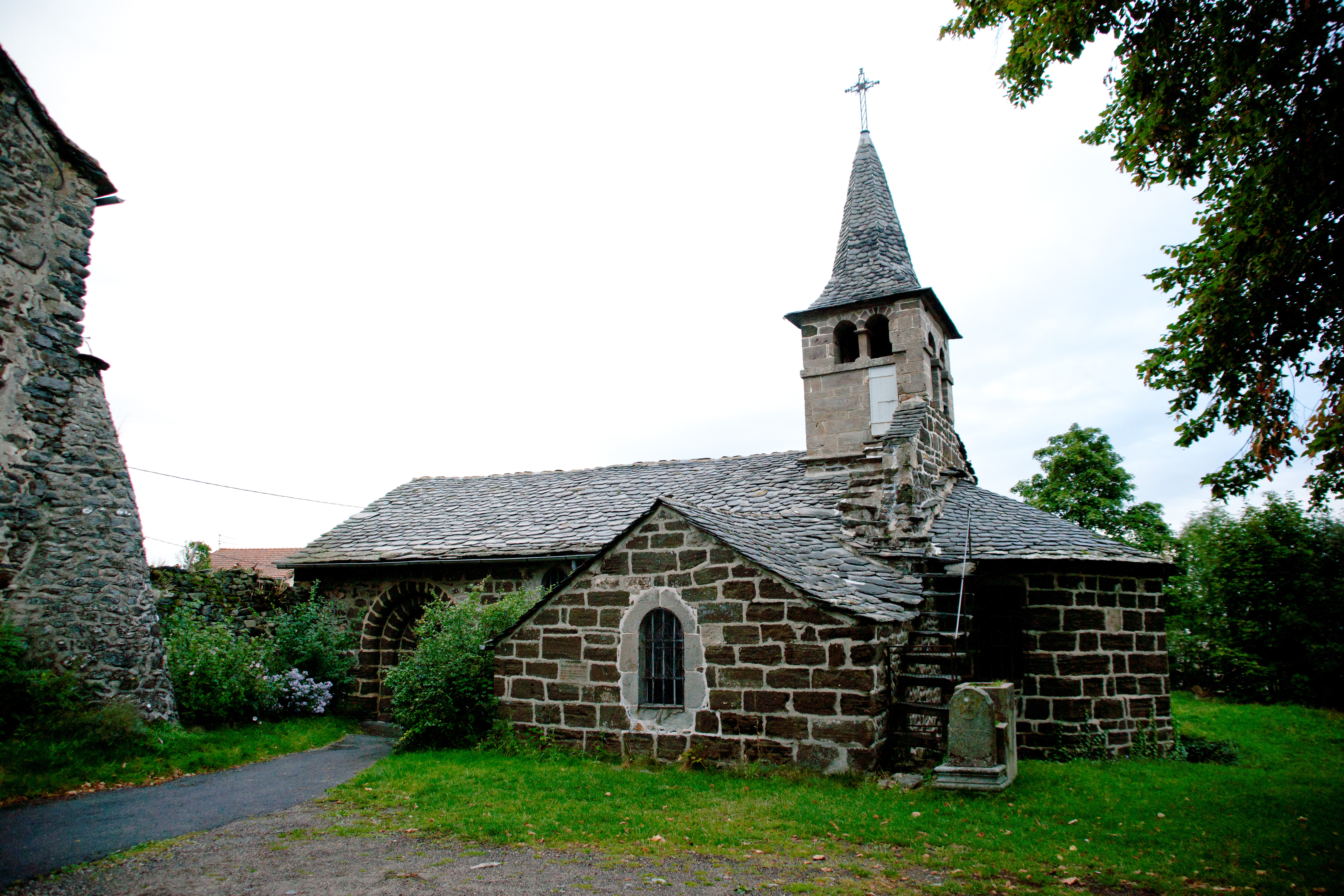
Église Saint Jean-Baptiste de Bessamorel.

L'église Saint-Jean-Baptiste date du premier quart du XIIe siècle. Il s'agit d'une église des Templiers bâtie entièrement en lauzes. Son architecture est sobre et massive, une stèle est disposée devant l'édifice. Son clocher est bas et accessible depuis un escalier sommaire dont les marches sont également faites de dalles de pierre. Elle est inscrite au titre des monuments historiques par arrêté du 15 juillet 1985.

### Personnalités liées à la commune
- Frère Jean Cotet, chevalier de l'ordre de Saint-Jean de Jérusalem, bailli de l'île de Rhodes (1440-1445), maréchal de l'ordre (1457-1462), grand prieur d'Auvergne (1466/67-1475) avec pour chambres priorales Bessamorel et Devesset[42]